# Resolution 1748 des UN-Sicherheitsrates
Die Resolution 1748 des UN-Sicherheitsrates ist eine Resolution zur Situation im Nahen Osten, die der Sicherheitsrat der Vereinten Nationen am 27. März 2007 auf seiner 5648. Sitzung einstimmig angenommen hat.
Mit der Resolution drückte der Sicherheitsrat seinen Willen aus, die Hintergründe des Attentats auf den Fahrzeugkonvoi des früheren libanesischen Ministerpräsidenten Rafiq al-Hariri, bei dem al-Hariri und 22 weitere getötet wurden, aufzuklären und die Täter vor Gericht zu stellen.
Der Sicherheitsrat berief sich auf alle relevanten Resolutionen, insbesondere die Resolutionen 1636 (2005), 1644 (2005), 1664 (2006) und 1686 (2006), sowie auf die Resolutionen 1373 (2001) und 1566 (2004) und wiederholte seine Verurteilung des terroristischen Anschlages vom 14. Februar 2007 auf zwei Autobusse bei Ain Alaq.
Das Gremium hatte bei seiner Entscheidung den siebten Bericht der Untersuchungskommission (Dokument S/2007/150) zugrunde gelegt und von dem Brief des libanesischen Ministerpräsidenten an den Generalsekretär der Vereinten Nationen vom 21. Februar 2007 (Dokument S/2007/159, Anlage) Kenntnis genommen. Der Leiter der Internationalen Unabhängigen Untersuchungskommission (IIIC), der Belgier Serge Brammertz, hatte dem Sicherheitsrat bei einem Briefing mitgeteilt, dass seine Ermittlungen höchstwahrscheinlich nicht bis zum 15. Juni 2007 abgeschlossen sind und Ministerpräsident Fuad Siniora hatte deswegen eine Verlängerung des Mandates für ein Jahr vorgeschlagen.
Mit der Verabschiedung der Resolution wurde das Mandat der IIIC für ein Jahr bis zum 15. Juni 2008 verlängert. Sie ermöglicht jedoch eine vorzeitige Beendung des Mandates, falls die IIIC die vollständige Umsetzung ihres Auftrages meldet. Die Kommission wurde aufgefordert, alle vier Monate über den Fortschritt bei den Ermittlungen zu berichten.